# تاكاهيرو ميكي
تاكاهيرو ميكي (باليابانية: 三木孝浩؛ بالكانا: みき たかひろ) هو مخرج ياباني، ولد في 29 أغسطس 1974 في توكوشيما في اليابان.

## وصلات خارجية
- تاكاهيرو ميكي على موقع IMDb (الإنجليزية)
- تاكاهيرو ميكي على موقع ألو سيني (الفرنسية)
- تاكاهيرو ميكي على موقع ميوزك برينز (الإنجليزية)
- تاكاهيرو ميكي على موقع قاعدة بيانات الفيلم (الإنجليزية)